# 1956 في السعودية
تحتوي هذه المقالة على أهم الأحداث التي شهدتها السعودية في 1956، إضافة إلى أهم الشخصيات السعودية التي وُلدت أو تُوفيت في هذه السنة.

## السياسة

### الحكم
الملك: سعود بن عبد العزيز آل سعود

### تعيينات
- تعيين متعب بن عبدالعزيز آل سعود وزيرًا للأشغال العامة.
- تعيين بندر بن سعود بن عبدالعزيز آل سعود مستشارًا في مكتب وزير الداخلية
- تعيين محمد بن عبد الله العيبان رئيسًا لرئاسة الاستخبارات العامة السعودية.[1]

### إعفاءات
- إعفاء مشعل بن عبدالعزيز آل سعود من منصب وزير الدفاع والطيران والمفتش العام السعودي.

## أحداث
- تأسيس أول مدرسة للبنات وسميت دار الحنان.
- سليمان الراجحي يفتتح محل صرافة في جدة بالشراكة مع شقيقه صالح الراجحي، الذي عرف لاحقاً باسم مصرف الراجحي، ويحتل الراجحي المركز السادس بقائمة المحسنين العشرة الكبار على مستوى العالم حسب قائمة ويلث إكس[2]
- شركة أرامكو تؤكد نطاق حقلي الغوار والسفانية، ليصبح حقل الغوار أكبر حقل نفط في العالم، فيما يحتل حقل السفانية صدارة أكبر حقول النفط في المنطقة المغمورة في العالم.
- تطوع العاهل السعودى سلمان بن عبدالعزيز في الجيش المصرى بعدما أصدرت المملكة العربية السعودية بيانا بإعلان التعبئة العامة، واتصال الملك سعود بالرئيس الراحل جمال عبد الناصر ليؤكد له أن المملكة حكومة وشعبا جاهزة لتقديم كل ما تطلبه مصر لرد العدوان البريطانى - الفرنسى - الإسرائيلى عليها، وبعدها وصل إلى مصر الأمير سلمان بن عبد العزيز، أمير الرياض وقتها، والأمير فهد بن عبد العزيز، وزير المعارف بالمملكة، والأمير سلطان بن عبد العزيز، والأمير عبد الله الفيصل، وزير الداخلية أنذاك، والأمير تركى الثانى وآخرون في فرقة المجاهدين السعوديين التي تكونت للدفاع عن الوطن العربى، تقدم الكثيرون من الشعب السعودى للتطوع.[3]
- افتتاح المقر الثالث للمعهد العلمي السعودي في مكة المكرمة.
- تأسيس نادي التعاون لكرة القدم وهو ناد كرة قدم سعودي ويلعب في الدوري السعودي للمحترفين. مقره في مدينة بريدة في منطقة القصيم.إصدار للريال السعودي لعام 1956 م يتوسط الورقة بوابة قصر الملك سعود بجدة (قصر خزام)

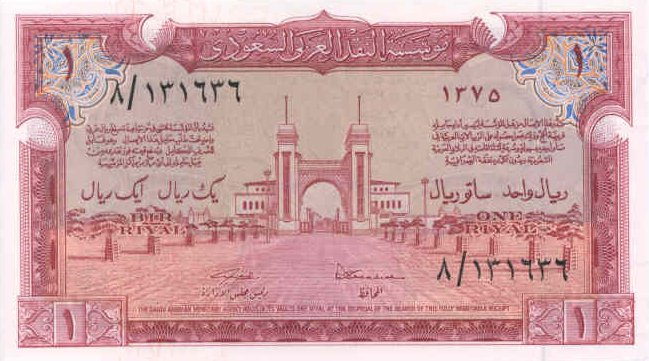
إصدار للريال السعودي لعام 1956 م يتوسط الورقة بوابة قصر الملك سعود بجدة (قصر خزام)

- اتسعت الشبكة الدولية للخطوط الجوية السعودية لتغطي العاصمة القطرية الدوحة شرقاً، ومن البصرة إلى بغداد، ومن المدينة المنورة إلى عمان، ودمشق شمالاً، ومن جازان إلى الحديدة جنوباً.[4]
- انضمام المملكة لعضوية منظمة التعاون الدولي للشرطة الجنائية رسمياً في 1956م.[5]

### يناير
- 27: السعودية تعلن الاعتراف باستقلال جمهورية السودان وتبادل التمثيل الدبلوماسي.[6]

### مارس
- 6: عقد قمة في القاهرة بين الرئيس المصري جمال عبد الناصر والملك سعود بن عبد العزيز والرئيس السوري شكري القوتلي لبحث الأوضاع في الأردن بعد طرد غلوب باشا.[7]

### أبريل
- 21: توقيع اتفاقية دفاع متبادلة بين السعودية ومصر واليمن الشمالي.[7]

### سبتمبر
- 22: عقد قمة ثلاثية في الدمام بين جمال عبد الناصر وسعود بن عبد العزيز وشكري القوتلي لبحث مسألة قناة السويس.[8]

### أكتوبر
- 29: إعلان التعبئة العامة وفتح باب التطوع لمساعدة مصر في التصدي للعدوان الثلاثي.[9]

### نوفمبر
- 6: الملك سعود يأمر بحظر النفط عن فرنسا وبريطانيا ردًا على العدوان الثلاثي على مصر.[9]

- 11: افتتاح مستشفى الملك سعود الأول بحي الشميسي.[10]

### ديسمبر
- 12: بدايه هطول أمطار غزيرة على وسط السعودية سميت باسم سنة الهدام (تسمى أيضا طوفان نجد الكبير،الغرقة)، نتيجة استمرار هطول الأمطار على مدى 58 يوماً، مما تسبب في انهيار أكثر البيوت والمساجد والمتاجر التي كان أغلبها مبني من الطين.[11] تركز الضرر الأكثر على القصيم وسدير، وكانت بريدة وما جاورها من مدن وقرى هي المتضرر الأكبر. تجاوز السيل أعتاب المباني وحاصرت السيول السكان وهرب الناس من بيوتهم في المدن والقرى إلى الاماكن المرتفعة، ورفعوا ما تبقى من أمتعتهم فوق أغصان الشجر للاحتماء تحتها من زخات المطر المباشر.[11]

## مواليد
- سيف الإسلام بن سعود بن عبد العزيز آل سعود، أديب وكاتب وأحد أبناء الملك سعود.
- حسن بن موسى بن الشيخ رضي الصفار رجل دين مسلم شيعي وأستاذ وخطيب وكاتب سعودي معاصر.[12][13]
- عبد الرحمن بن صالح العشماوي شاعر سعودي، وقد اشتهر بشعره الإسلامي. مولود في منطقة الباحة.
- عبد الرحمن بن عبد الكريم الرقراق، ممثل سعودي. ولد في مدينة الأحساء بالمملكة العربية السعودية حاصل على بكالوريوس فنون مسرحية تمثيل وإخراج أكاديمية الفنون بالقاهرة 1982. متزوج وله خمسة أبناء، ولدان وثلاث بنات ويعمل حالياً مدير إدارة الفنون المسرحية بـوزارة الثقافة والإعلام بـالرياض
- جعفر الغريب، هو ممثل سعودي، من مواليد الأحساء، ممثل في عدد من السهرات التلفزيونية والمسلسلات والتمثيليات والمسرحيات، تنوعت أعماله بين التراجيديا والرومانسية والكوميديا بالإضافة إلى تلك ذات الطابع الاجتماعي
- سعود بن نايف بن عبد العزيز آل سعود، أمير منطقة الشرقية[14] منذ 2013، وهو الابن الأكبر للأمير نايف بن عبد العزيز آل سعود ولي العهد السعودي السابق من زوجته الأميرة الجوهرة بنت عبد العزيز بن مساعد بن جلوي، [15] وكان أيضا رئيس ديوان ولي العهد والمستشار الخاص له[16] و مستشار النائب الثاني لرئيس مجلس الوزراء ومساعد وزير الداخلية للشؤون العامة سابقاً.[17]

### يونيو
- 27: سلطان بن سلمان بن عبد العزيز آل سعود، أول رائد فضاء عربي مسلم ورئيس مجلس إدارة الهيئة السعودية للفضاء.

## وفيات

### فبراير
- 23: عبد الكريم الممتن، فقيه وشاعر سعودي (و. 1886).[18][19]

### ديسمبر
- 17: علي الجشي، فقيه وشاعر سعودي (و. 1879).[20][21][22]